# Abri du Lagopède
Pour un article plus général, voir Grottes d'Arcy-sur-Cure.
L'abri du Lagopède est l'une des cavités du site des grottes d'Arcy-sur-Cure, dans le département français de l'Yonne, en région Bourgogne-Franche-Comté. Malgré le lessivage dû à l'érosion à la suite de l'effondrement du porche, l'abri reste un gisement magdalénien intéressant.

## Situation
Les grottes d'Arcy-sur-Cure sont situées à environ 180 km au sud-est de Paris à vol d'oiseau, dans le sud du département de l'Yonne, entre Auxerre et Avallon, à 1,3 km au sud d'Arcy-sur-Cure (2 km par la route) et à moins de 10 km au nord du parc naturel régional du Morvan. Elles se trouvent dans le dernier grand méandre que fait la Cure, juste après que cette rivière sorte du massif du Morvan. À cet endroit, la Cure est à environ 122 m d'altitude.
D'amont en aval, l'abri du Lagopède est l'avant-dernière cavité située sur le versant sud du massif corallien contourné côté Est par le méandre de la Cure. Il est à environ 200 m en amont de la Grande grotte. D'après les Leroi-Gourhan son entrée est à 9 m au-dessus du cours d'eau, ce qui lui donne une altitude d'environ 130 à 132 m. La carte établie par Liliane Meignen en 1959 donne une hauteur juste en dessous de 150 m d'altitude et donc à presque 30 m au-dessus du niveau actuel de la Cure ; ceci est probablement dû à une exécution schématique car pendant le Quaternaire (les 2,58 derniers millions d'années) seules les grottes basses - celles dont l'ouverture est située de 0 m à 6 m au-dessus du niveau actuel de la rivière - auraient été utilisées. Cependant l'abri est la plus élevée des cavités de l'ensemble d'Arcy.

## Historique
L'abri a été découvert en 1962. Conjointement, Arlette Leroi-Gourhan (pionnière de la paléopalynologie) et André Leroi-Gourhan (préhistorien) ouvrent en 1962 un chantier de fouilles à l'abri du Lagopède, jusqu'en 1963.
Il est étudié de nouveau en 1992 après la découverte des peintures dans la Grande grotte et la mise en place consécutive d'une équipe de recherche pour l'ensemble du site. Cette étude reprend les notes et le matériel laissé par les Leroi-Gourhan et leur équipe.

## Description
Le seuil de l'abri sous roche, très étroit, est orienté plein sud, et surplombe la rivière par une très forte pente. La partie frontale de l'abri a été érodée, ne laissant que le fond de la cavité originelle. L'abri est creusé dans la couche de calcaire en plaquettes (pour plus de détails sur la géologie locale, voir l'article principal « Grottes d'Arcy-sur-Cure »).

## Stratigraphie
C'est le site le plus récent rencontré dans le Paléolithique d'Arcy (13 000 à 12 000 ans AP), et celui qui s'est avéré le moins riche car la partie antérieure a été emportée par l'érosion.
Malgré le lessivage dû à l'érosion à la suite de cet effondrement, quelques pièces intéressantes ont permis de dater l'ensemble et l'abri reste un gisement magdalénien intéressant. Son analyse paléopalynologique a fourni aux Leroi-Gourhan la possibilité de comparer pour la première fois les interstades de Paudorf (28 750 à 25 950 ans AP), de Lascaux (16 950 à 16 000 ans AP) et du Bölling-Alleröd (14 600 à 12 900 ans AP),,.
Les remplissages successifs ont révélé des foyers depuis 0,85 cm de profondeur, consistant en des pierres rougies par le feu groupées en divers endroits,
de très nombreux éclats de silex entre 0,76 et 0,53 cm de profondeur, et le dernier éclat en date, trouvé à 0,30 cm de profondeur, était accompagné d'une côte et de dents de renne. Les Leroi-Gourhan ont arrêté l'étude de la fouille à ce niveau car l'analyse paléopalynologique des couches supérieures, proches de la surface, a montré une certaine pollution : les courbes de toutes les plantes y sont légèrement décalées par rapport aux couches sous-jacentes.
Les fouilles de 1992, plus complètes, ont mis au jour 8 couches de remplissage :
- A : humus brun (132 m d'altitude).
- B : sol brun lessivé à plaquettes et cailloutis calcaires organisés selon un pendage oblique qui correspond à un cône d'éboulis[Sc 1]. Ce cône est attribué au début de l'Alleröd. Son sommet a été aplani et sa partie externe décapée : l'intérieur a été conservé grâce aux dépôts de calcite[Sc 3].
- C : plaquettes calcaires dans un sédiment meuble couleur terre de Sienne. Très épaisse vers le fond, cette couche s'amincit vers l'entrée en même temps que son pendage devient plus important[Sc 1]. Elle contient des vestiges magdaléniens et est divisée en trois horizons :
  - C1, contenant l'essentiel de la faune et de l'industrie lithique. Les restes de faune sont localisés près de la paroi ;
  - C2, avec la même industrie lithique qu'en C1 mais où les restes de faune sont moins nombreux ;
  - C3, livrant un sol avec un  foyer, de petits cailloux rougis et des pierres brûlées sur une surface d'environ 60 cm de diamètre, associé à des outils et une faune peu nombreux[Sc 4].
- D : cette couche est faite de plaquettes calcaires et de blocs provenant de la désagrégation du porche (plafond écroulé)[Sc 5]. Elle n'est présente que vers le fond de l'abri (ce qui fait que la couche C3 sus-jacente est en contact avec la couche E sous-jacente). Assez plate vers l'arrière, son bord vers l'avant forme un talus[Sc 6] à l'aplomb du bord de l'auvent de l'époque[Sc 3]. Elle contient les premiers vestiges magdaléniens du site[Sc 7].
- E : plaquettes calcaires dans une terre brune[Sc 6]. Avec ses restes d'animaux peu nombreux, correspond mieux à un épisode de pédogenèse qu'à un sol d'habitat[Sc 3].
- F : plaquettes calcaires dans des sédiments légers couleur terre de Sienne. Cette couche est déposée selon un pendage très incliné.
- G : argile brune compacte à plaquettes calcaires. Cette couche tapisse le fond de l'abri, remontant le long de la paroi jusqu'à la couche C : les quatre couches sus-jacentes F, E, D et une partie de C ne touchent donc pas la paroi du fond mais s'appuient sur cette couche G.
- H : argile brune compacte à cailloutis calcaire à une profondeur de 2,30 m, au pendage très incliné, épaisse de 70 cm et dont la surface a été érodée.
- et la paroi rocheuse sous-jacente[Sc 6].

## Faune
Considérant l'ensemble de la stratigraphie de l'abri, la faune est généralement pauvre mais relativement variée.
- couche A : elle n'a pas livré de faune[Sc 8].
- couche B : elle n'a fourni que quelques esquilles[Sc 8].
- la couche C1 contient pour oiseaux le faucon crécerelle et le grand gravelot[Sc 6],[Sc 9]. Pour les mammifères elle contient deux maxillaires inférieurs de renard polaire[Sc 10] - qui pourraient correspondre aux deux dents de la même espèce trouvés en C2 -[Sc 9], du renard roux (deux maxillaires supérieurs et une phalange)[Sc 10], du lièvre[Sc 9] (4 pièces)[Sc 8], du cheval[Sc 9] (33 pièces[Sc 10], 52,3 %[Sc 11]) et du renne (22 pièces[Sc 9], 33,3 %[Sc 11]), sans bois ni crâne, dont un jeune de 15 à 22 mois mort entre septembre et mars[Sc 9].
- couche C2 : contient du renard polaire[Sc 6], du renard roux, du lièvre[Sc 12] (4 pièces)[Sc 8] et six fragments de cheval[Sc 13],[Sc 10] - pas de renne semble-t-il[Sc 9]. Les deux dents de renard polaire ont pu s'insérer dans ce niveau par une fente mais appartiennent probablement à l'individu de la couche C1.
- La couche C3 contient 67 fragments dont une côte, des parties de renne (patte arrière[Sc 12], 3 pièces[Sc 9]), de cheval (4 pièces[Sc 10]), de renard[Sc 12] (paire de maxillaires inférieur et supérieur, fémur, 3 pièces[Sc 10]), du lièvre (4 pièces)[Sc 8].
- La couche D contient 52 fragments, parmi lesquels pour le renne seulement une côte et deux vertèbres, et pour le cheval seulement un humérus antérieur et un métatarsien et 2e phalange[Sc 12]. Le renard est présent (un humérus distal, deux fémurs distals)[Sc 10] ainsi que le lièvre (13 pièces)[Sc 8].
- La couche E contient seulement quatre vestiges : 3 fragments de renne dont un humérus proximal, un radius proximal et un fémur distal, et une phalange de lièvre[Sc 12],[Sc 8].
- Pour les couches F, G et H, Schmider et al. signalent seulement que le fond du sondage est pauvre en faune[Sc 12].

## Palynologie
La séquence archéologique de l'abri se termine au début de l'oscillation d'Alleröd,, vers 13 900 ans AP.
Depuis l'interstade du Bölling, les pollens d'arbres thermophiles sont continuellement présents dans les couches de remplissage - en particulier le noisetier qui, notamment, montre une très nette expansion dans les niveaux supérieurs du remplissage (vers la fin de l'occupation de l'abri). Cette expansion correspond au tout début de l'interstade d'Alleröd. Il est possible que l'abri ait été utilisé comme halte de chasse à une période du Magdalénien.
Les couches G et H correspondent à l'interstade de Lascaux, c'est-à-dire à la fin du Pléniglaciaire supérieur, avec un climat tempéré et humide. L'argile de ces couches peut venir soit du ruissellement depuis les terrains du Tertiaire à la surface du plateau, soit de la dissolution du calcaire, soit de la formation d'un sol dans l'abri.
Les couches F, D et C correspondent au Dryas II, période froide, vers 14 100 ans AP, avec les plaquettes montrant des signes d'enfouissement rapide : elles sont peu érodées et peu emballées voire  pratiquement libres de tout enrobage.
Il y a encore peu d'arbres pour la couche D, mais dans les fonds de vallée les graminées dominent et s'y trouve même du noisetier : les vestiges de chevaux sont de loin les plus nombreux parmi la rare faune de cette couche ; tandis que sur les plateaux la steppe est encore présente et les rennes s'y trouvent de préférence. C'est l'annonce de l'interstade du Bölling, entre 14 600 et 14 100 ans AP. La couche D contient aussi des vestiges de renard polaire, à qui cet environnement mixte convenait au mieux.

## Occupation humaine
L'abri est l'une des grottes d'Arcy-sur-Cure ayant abrité une occupation humaine. Les Magdaléniens ont utilisé l'abri du Lagopède entre environ 12 600 et 11 600 ans AP, et y ont établi des foyers sur environ 400 ans entre environ 12 100 et 11 700 ans AP.
Les premiers signes de fréquentation humaine sont du débitage de pierre dans la couche D, à une profondeur entre 0,60 et 0,53 cm ; la concentration d'éclats de silex est la plus forte entre -0,76 cm et -0,53 cm. Le premier passage des Magdaléniens dans cet abri est relativement court, et ne laisse des vestiges que sur environ 25 cm² : un petit amas de produits lithiques résultant du débitage d'un seul nucléus, avec les éclats laissés sur place et les lames emportées. Hormis un petit polissoir un peu à l'écart, ces vestiges sont les seuls laissés dans cette couche. Cette couche n'inclut pas de foyer.
Les vestiges d'industrie humaine de la couche C couvrent environ 6 m2. Ils incluent un foyer, plus précisément dans la couche C3 qui correspond à la période juste après les grandes steppes du maximum froid du Dryas.
Avec les grottes du Renne et du Loup, elles aussi découvertes relativement récemment et dont les fouilles ont également suivi une technique rigoureuse, l'abri du Lagopède montre l'organisation de l'espace pour les occupations successives : sols aplanis, espace de vie régulièrement nettoyé ; les débris rejetés à l'extérieur forment un dépotoir important.
Le climat de la période d'occupation humaine de l'abri est humide et froid.

## Industrie lithique
L'étroitesse de son seuil ne permettant pas de se servir de l'abri comme habitation permanente, seule une petite quantité d'outils y a été trouvée. Toutefois, comme indiqué plus haut, le seuil de l'abri a livré nombre d'éclats de silex.
Les cinq fragments d'une longue lame de silex ont été retrouvés, qui racontent une longue histoire. Tout d'abord, ce silex provient de terrains de l'Éocène (Tertiaire) situés à quelque 100 km au minimum au nord d'Arcy. Il a été taillé en longue lame, avant ou après son arrivée à Arcy. Puis elle a été transformée en bec. La partie distale s'est cassée, sans que l'on puisse déterminer si cette fracture s'est faite avant ou après la transformation de la lame en bec - ni avant ou après son arrivée à Arcy. Un burin est alors fabriqué sur la cassure de la partie mésio-distale de la lame-bec. Puis nouvelle cassure se produit, dans la partie mésiale (vers le milieu de la lame originelle). Restent le fragment proximal, qui est aménagé en bec par des retouches sur les côtés ; et le fragment mésio-distal, qui est utilisé pour fabriquer un burin au niveau de cette dernière cassure. Le burin est de nouveau cassé lors d'un ravivage ; la partie distale est travaillée pour former une troncature profonde inverse, dont le déchet a disparu. Un second avivage est réalisé, dont il reste le déchet ; et un troisième avivage, dont le déchet a aussi disparu.

## Protection
L'abri du Lagopède est l'une des seize cavités, grottes et galerie du site d'Arcy conjointement inscrites comme Monument historique en 1992.